# 閃電霹靂車
《閃電霹靂車》，日昇動畫，製作並於1991年在日本電視台播映，以未來的高科技賽車為題材的動畫作品，矢立肇原作，福田己津央監製，TV版本共37話。
最初由於收視不佳與相關周邊商品的銷售不理想，動畫製作極為粗糙，原始設定播放50集的TV版本慘遭腰斬為37集播放。TV商業化失敗，動畫劇情內容的評比卻不差，在1991年獲選日本多項讀者投票的動畫大獎。
1992年，首部OVA推出，節奏與構圖有大幅度的加強，製作方面改善先前的粗糙動畫缺失，成為1990年代人氣動畫之一。OVA呈現與TV不同的故事題材，觀眾年齡層亦相應提高。最後一部OVA『SIN』在1998年推出，整個系列從開始至完結近10年之久，是日昇動畫除了機動戰士GUNDAM系列以外的少數長篇動畫，且至2018年仍有電玩遊戲推出。
1993年，閃電霹靂車在香港播出；原創主題曲由草蜢主唱，歌名为《你让我找到了未来》，並收錄至同年底的《不可思議》大碟內。

## 故事簡介
2015年，配以電腦為導航系統的賽車比賽——Cyber Formula，取代F1（一級方程式）成為21世紀世界最高水準的賽車賽事。主角風見隼人在護送父親生前設計的賽車「阿斯拉」（ASURADA）到日本富士岡賽車場途中受到不知名的攻擊，危急之下被迫駕駛「阿斯拉」，卻因此被系統記錄為唯一賽車手，從此展開閃電霹靂車史上最年輕的冠軍傳說。
本作設定參考現實世界的車賽，由FICCY在世界各地舉辦每年10場的CF賽事（2017年起增加至12場）。為測試各種環境下的車輛極限，比賽場地除了一般制式跑道，還有公路、山坡、沙漠及雪原等路線（2016年後全部賽事改為制式跑道），向賽車性能及人類體能的極限作最嚴酷的挑戰。

## 登場人物

### 賽車手
風見 隼人（聲：金丸淳一、香港：盧素娟（少年）、區瑞華（幼年）、李錦綸（青年）、台湾：冯友薇、于正昌（青年））
本作主角
初登場時14歲，他於一次偶然下成為阿斯拉的唯一駕駛員而進入賽車界，成為了「SUGO ASURADA」的賽車手
初期並不被看好，但之後因在一次客機救援事件而聲名大噪，被冠以「賽車場上的牛若丸」之名，並成功在第五站首次獲得冠軍，此後急起直追，突破許多困境，打敗來自世界各國的好手，最後成為史上最年輕的世界冠軍
2016年，在去年世界冠軍的壓力下，性急而無法發揮實力獲得積分，但後來在經過阿斯拉的鼓勵下重回信心。對於尼爾·舒密加突然回歸高智能方程式界並使出各種卑鄙手段感到不諒解，後來得知原因後正式與尼爾·舒密加對決下從各隊車手中以「加速過彎」脫穎而出獲得冠軍，成為高智能方程式史上第二個連續兩年冠軍的賽車手
2017年，隼人和阿斯拉狀況絕佳，一開季就連奪四站勝利，隨後在進行第五站比賽時，因為首次觸及「零的領域」，當他在途經大漩渦傾斜車道卻與蘭度發生嚴重意外而受重傷送院，故此他退出該屆餘下賽事。然而當他康復後，隼人因受到「零的領域」的陰影下夜夜噩夢，加上想要賽車的心不斷困擾著。
2018年，復康治療約一年後，隼人決定不再逃避面對自己的恐懼，在賽季中途回歸賽場，加入車隊的二線隊伍「SUGO Winners」，但一度因為「零的領域」陰影，導致駕駛時無法使用推進器，令比賽中多次陷入低潮，最後在明日香支持下克服「零的領域」。
因去年退出車賽，在阿斯拉的引擎沒有升級的情況下，風見只能靠「零的領域」拉高自己的名次，導致精神與體力時常不濟
在最終站時，本身已無望爭奪總冠軍，但仍以與Union Savior技術交換獲得的引擎及高超的過彎技術及帶領隊友安里，將原本落後頭車一圈的安里歷名次牽升到第5名內，最後更以「雙重慣性滑行」超越加賀，拿下分站冠軍之餘，亦幫助隊友安里在積分表上壓過加賀，一嘗世界冠軍滋味
2019年，因STORMZENDER的Stil車隊高性能跑車壓制下，無法獲得冠軍感到焦躁
2020年，初期阿斯拉的改良還未完成，改駕駛花環SF-03參賽，但因為阿爾薩特的出現與新人里昂·安哈爾特差勁的技術牽連，導致風見把失敗的理由歸咎於維修員或車子性能，在聽見新條與美琪兩人在北美房車賽獲勝後的感想後振作。阿斯拉改良完成後誤打誤撞學會過彎絕招「凌空過彎（Lifting turn）」與彌補阿斯拉引擎不足的二段推進器併用，在第六站獲得冠軍，之後積分急起直追，取得個人第三個總冠軍
2021年，儘管車隊引擎馬力較差，但仍以壓倒性的賽車技術，獲得個人第四次總冠軍，由於表現穩定及漸趨成熟，開始被稱為「賽車場上的年輕帝王」
2022年，第三站開始因與GIO合作的引擎構造缺陷導致各種問題和加賀精神狀態不濟撞車讓風見與加賀一直無法一決勝負，直到最終站，因凰呀在最後彎道開啟推進器讓加賀得到冠軍
在『TV』、『11』時，風見還是個天真無邪的少年，但在經過『ZERO』的車禍事件後個性漸趨穩重，不過由於好強的性格，因此還是非常在意自己在賽車場上的積分。直到『SAGA』後期儼然已有帝王的氣勢，並在『SIN』的最後與明日香結婚。由於能夠進入「零的領域」，又有過彎絕招——「凌空過彎（Lifting turn）」、「慣性滑行」、「雙重慣性滑行」，故此叱吒賽車場，綜合駕駛技術及穩定性而言，只有布里德·加賀可以與其匹敵。
歷年成績：
| 賽季             | 車隊                | 出賽 | 完賽 | 分站冠軍 | 頒獎台 | 積分 | 年度排名             |
| ---------------- | ------------------- | ---- | ---- | -------- | ------ | ---- | -------------------- |
| 2015年（第10屆） | SUGO ASURADA        | 9    | 7    | 3        | 6      | 43   | 世界冠軍             |
| 2016年（第11屆） | SUGO ASURADA        | 10   | 8    | 3        | 6      | 46   | 世界冠軍             |
| 2017年（第12屆） | SUGO ASURADA        | 5    | 4    | 4        | 4      | 40   | 第三名（第五站退出） |
| 2018年（第13屆） | SUGO Winners        | 8    | 6    | 3        | 4      | 37   | 第四名（第五站復出） |
| 2019年（第14屆） | SUGO Winners        | 12   | 8    | 3        | 7      | 54   | 第二名               |
| 2020年（第15屆） | SUGO Grand Prix     | 12   | 8    | 6        | 6      | 64   | 世界冠軍             |
| 2021年（第16屆） | SUGO Grand Prix     | 12   | 9    | 6        | 9      | 76   | 世界冠軍             |
| 2022年（第17屆） | SUGO GIO Grand Prix | 12   | 8    | 6        | 8      | 70   | 第二名               |
| 2023年（第18屆） | SUGO GIO Grand Prix |      |      |          |        |      | 世界冠軍[2]          |
新條 直輝（聲：綠川光、香港：招世亮、台灣：于正昌）
- 所屬車隊：

AOI（AOI Formula）2015-2019
Union Savior 2020-2022
AOI（AOI ZIP Formula）2023-
原F3的車手，在2015年（第十屆）首次進入高智能方程式界，並在第四站首次獲得冠軍，不過之後連連出師不利，經常把失敗的理由歸咎於維修員或車子性能。在第七站，葵今日子成立「AOI ZIP Formula」並邀請加賀參賽替代自己的位置使他很失落，但後來在美琪的影響下自我反省，性格變得很沉著、努力向上，第七站的最後在終點前推起車來，不放棄的精神十分令人感動。後來逐漸和美琪發展戀情。
此後偶有幾次遇到困境還是會鬧脾氣，不過經由美琪和加賀的鼓勵也都再次突破難關。在2017年（第十二屆）最後獲得世界冠軍。
但是好景不常，從2018年（第十三屆）起新條的成績非常不理想，AOI高層已有想開除他的意圖，不過都被今日子擋下來。直到2020年（第十五屆）的比賽開幕前，AOI車隊的新負責人名雲將他解雇，之後他與美琪兩人去美國的北美房車賽（NASCAR）修行並且獲得冠軍。在第十一站時加入Union Savior復歸，至此實力大增，與以前的新條完全判若兩人。2023年賽季與美琪一起回到AOI車隊。
新條是除了風見和加賀外，第三個進入過「零的領域」的賽車手，在『ZERO』2018年（第十三屆）第十一站中國盃的最後被逼至絕境時進入，不過僅只這一次而已。
歷年成績：
| 賽季             | 車隊         | 出賽 | 完賽 | 分站冠軍 | 頒獎台 | 積分 | 年度排名               |
| ---------------- | ------------ | ---- | ---- | -------- | ------ | ---- | ---------------------- |
| 2015年（第10屆） | AOI Formula  | 10   | 9    | 2        | 5      | 41   | 第二名                 |
| 2016年（第11屆） | AOI Formula  | 10   | 10   | 0        | 9      | 45   | 第二名                 |
| 2017年（第12屆） | AOI Formula  | 12   | 11   | 4        | 9      | 68   | 世界冠軍               |
| 2018年（第13屆） | AOI Formula  | 12   | 9    | 1        | 4      | 37   | 第五名                 |
| 2019年（第14屆） | AOI Formula  | 12   | 11   | 1        | 3      | 36   | 第五名                 |
| 2020年（第15屆） | Union Savior | 2    | 2    | 1        | 2      | 14   | 第八名（第十一站復出） |
| 2021年（第16屆） | Union Savior | 12   | 9    | 2        | 7      | 54   | 第三名                 |
| 2022年（第17屆） | Union Savior | 12   | 8    | 0        | 7      | 35   | 第四名                 |
布里德·加賀（聲：關俊彥、香港：馮錦堂、台湾：官志宏）
所屬車隊：
AOI（AOI ZIP Formula）2015、2018-2020、2022、2024-
在其他賽車界中非常有名的賽車手。與風見在少女誘拐事件第一次見面，此後經常是風見實力向上的推手之一，而對風見而言，加賀就像他的哥哥一樣。
後來在2015年的第七戰中獲得葵今日子的邀請而參賽，展現傲人的技術，最後由於討厭今日子的作風而在最終戰故意退場，並且離開高智能方程式界。
2018年（第十三屆）復歸，與風見在「零的領域」中激烈對決。
2022年駕駛凰呀再度與風見對決，最後驚險獲得冠軍並且引退。
加賀的駕駛雖然粗暴但是技術高超，在『11』時在SUGO的賽道上駕駛Super Asurada SA-01/C就贏過風見的Super Asurada AKF-11最快時間。
在『ZERO』時擔心新條被解僱而在第十一站幫新條擋住後方所有來車，除了同樣能夠進入「零的領域」的風見外，沒有人能夠突破。
加賀很早就能夠進入「零的領域」，因為朋友長期使用零的領域導致身體跟不上精神而車禍死亡，這對加賀打擊嚴重而不敢再次進入零的領域，直到隼人成功挑戰零的領域後才鼓起勇氣再次挑戰。
在『SIN』裡面他是第一主角，而凰呀也成了主角車款。
歷年成績：
| 賽季             | 車隊            | 出賽 | 完賽 | 分站冠軍 | 頒獎台 | 積分 | 年度排名             |
| ---------------- | --------------- | ---- | ---- | -------- | ------ | ---- | -------------------- |
| 2015年（第10屆） | AOI ZIP Formula | 4    | 3    | 0        | 3      | 16   | 第七名（第七站參賽） |
| 2018年（第13屆） | AOI ZIP Formula | 12   | 9    | 3        | 8      | 61   | 第二名               |
| 2019年（第14屆） | AOI ZIP Formula | 12   | 9    | 1        | 8      | 43   | 第四名               |
| 2020年（第15屆） | AOI ZIP Formula | 11   | 7    | 0        | 6      | 33   | 第四名               |
| 2022年（第17屆） | AOI ZIP Formula | 11   | 10   | 5        | 8      | 72   | 世界冠軍             |
加路·蘭度（聲：松岡洋子、香港：方煥蘭（TV）→黃鳳英（OVA 11）（少年）、何國星（青年）、台湾：官志宏（青年））
在所有競技比賽皆能拿到冠軍的天才兒童，2015年（第十屆）第六戰作為與風見同樣為14歲的最年少賽車手初次登場於高智能方程式界，加入Union Savior並繼承該屆舒密加的積分。
由於其華麗、高超的駕駛技術，而被稱為「賽車場上的阿瑪迪斯」。但由於喜歡進維修站浪費時間喝紅茶而經常與冠軍擦身而過。
本來對高智能方程式毫無興趣，最初參賽動機是想與風見爭奪明日香，最後由於沒有獲得冠軍而決定下一屆也要參加（這是蘭度第一個沒有奪冠的比賽）。
2016年（第十一屆）一開始雖然拿下了幾場冠軍，但自從舒密加參賽後，屢次中了舒密加的圈套而沒有拿到積分，最後依然沒有拿到總冠軍。
2017年（第十二屆）第五站與風見發生車禍而引退，不過在翌年用「零用錢」買下Union Savior後在最終戰使用假名復歸，並提供最新引擎給SUGO第二車隊的風見。
蘭德爾出生於奧地利貴族，初期登場總是擺出貴族驕傲的氣息，並且因為自己過人的天份，因此瞧不起高智能方程式比賽，但後來與風見友情漸漸深厚，並且享受著賽車競爭的樂趣。
在『SAGA』風見被綁架事件中，蘭度派出私人軍隊搜索，甚至買下酒店讓警犬進入搜查，並且用武術打倒名雲派來的綁架犯。
2023年当中由于新条离队回归AOI的关系，兰度迎来了新搭档女车手雪菈，由于性格原因，兰度非常惧怕雪菈。
- 歷年成績：

| 賽季             | 車隊         | 出賽 | 完賽 | 分站冠軍 | 頒獎台 | 積分  | 年度排名             |
| ---------------- | ------------ | ---- | ---- | -------- | ------ | ----- | -------------------- |
| 2015年（第10屆） | Union Savior | 5    | 5    | 2        | 3      | 40[6] | 第三名               |
| 2016年（第11屆） | Union Savior | 9    | 6    | 2        | 6      | 42    | 第四名               |
| 2017年（第12屆） | Union Savior | 5    | 4    | 0        | 4      | 22    | 第六名（第五站退出） |
| 2018年（第13屆） | Union Savior | 1    | 0    | 0        | 0      | 0     | （第十二站復出）     |
| 2019年（第14屆） | Union Savior | 12   | 8    | 2        | 7      | 51    | 第三名               |
| 2020年（第15屆） | Union Savior | 12   | 9    | 3        | 9      | 62    | 第二名               |
| 2021年（第16屆） | Union Savior | 12   | 8    | 3        | 8      | 56    | 第二名               |
| 2022年（第17屆） | Union Savior | 12   | 9    | 0        | 6      | 37    | 第三名               |
菅生 修／耐特·修馬赫（聲：速水獎、香港：鄧榮銾（OVA 11前）→張炳強（OVA ZERO後））
- 所屬車隊：

Union Savior 2015
AOI（AOI ZIP Formula）2016
之後回SUGO擔任監督
- 介紹：

最早是F3車手，後來成為Missing Link的F1賽車手，不過後來因為風見耕一被史密夫殺害而退出並戴上墨鏡和使用假名進入高智能方程式界。2015年（第十屆）初次登場即讓老手羅比等人難以望其項背，有「超音速騎士」的稱號，但是其進入賽車界的主要目的是為了防止阿斯拉被安迪及史密夫奪走，所以在賽車場上常常暗中幫助風見，因此在第三站後被發現其真實身分。之後與安迪在野外進行私人比賽時遭遇史密夫襲擊而受傷，被迫離開賽車場，這次的傷讓他的視神經留下後遺症。
為了讓風見成為真正的賽車手，在2016年（第十一屆）的第五戰復歸，儘管從第五站才開始參賽，卻連續拿下好幾場冠軍，最後積分足以與風見、新條、蘭度進行冠軍爭奪戰。
最後一場比賽因為視神經到達極限而將電腦系統設定為語音告知路況，閉上眼睛開車，展現其神乎其技的駕駛技術。
之後回到SUGO接管公司及車隊，此後經常擔任SUGO的試車手。
在『SAGA』曾對風見開玩笑的說要是生化醫療技術早點確立的話，說不定會回歸高智能方程式界。
修馬赫帶墨鏡的習慣之後成為Union Savior新老闆蘭德爾介紹新聘車手的傳統（过去兰德尔和新条都曾以戴修马赫式墨镜的方式登場，令他抓狂不已，只是每次都被布斯伯茲攔住）。
耐特·修馬赫的「修馬赫」（Shoemach）的靈感是來自於動畫製作時，在1990年末採訪F3時偶然看見的外國賽車手的姓，而這個賽車手正是後來大名鼎鼎的麥可·舒馬克（Michael Schumacher）。動畫中使用的姓氏修改為Shoemach而非Schumacher。
- 歷年成績：

| 賽季             | 車隊            | 出賽 | 完賽 | 分站冠軍 | 頒獎台 | 積分 | 年度排名             |
| ---------------- | --------------- | ---- | ---- | -------- | ------ | ---- | -------------------- |
| 2015年（第10屆） | Union Savior    | 3    | 2    | 1        | 2      | 15   | （第四站退出）[7]    |
| 2016年（第11屆） | AOI ZIP Formula | 6    | 5    | 4        | 4      | 43   | 第三名（第五站復出） |
積奇·古德利安（聲：島田敏、香港：馮錦堂）
- 生日：1995年5月1日
- 國籍： 美国
- 所屬車隊：

Star Stampede 2012-2015
Sturobrahms（Sturozech Project 2016→ Stormzender 2017-）2016-
- 介紹：

現役的賽車手中資歷最長，與法蘭是勁敵兼好友。2016年（第十一屆）被法蘭邀請加入Sturobrahms，此後兩人的車子顏色分別為金色、銀色。與法蘭雖然常常鬥嘴，被稱為水火不容的兩人，不過其實互相都很信賴對方。
2019年（第十四屆）古德利安憑著法蘭開發的高性能賽車Stil HG-165，終於獲得冠軍。
像花花公子一樣，身邊總是帶著許多女性，因此被莉莎和蕾莎敬而遠之。
- 歷年成績：

| 賽季             | 車隊              | 出賽 | 完賽 | 分站冠軍 | 頒獎台 | 積分  | 年度排名 |
| ---------------- | ----------------- | ---- | ---- | -------- | ------ | ----- | -------- |
| 2012年（第7屆）  | Star Stampede     |      |      |          |        |       | 第五名   |
| 2013年（第8屆）  | Star Stampede     |      |      |          |        |       | 第五名   |
| 2014年（第9屆）  | Star Stampede     |      |      |          |        |       | 第四名   |
| 2015年（第10屆） | Star Stampede     | 10   | 8    | 0        | 3      | 22    | 第六名   |
| 2016年（第11屆） | Sturozech Project | 9    | 7    | 1        | 4      | 35[8] | 第五名   |
| 2017年（第12屆） | Stormzender       | 12   | 10   | 2        | 7      | 55    | 第二名   |
| 2018年（第13屆） | Stormzender       | 12   | 7    | 1        | 5      | 34    | 第六名   |
| 2019年（第14屆） | Stormzender       | 12   | 9    | 5        | 8      | 71    | 世界冠軍 |
| 2020年（第15屆） | Stormzender       | 12   | 9    | 2        | 7      | 51    | 第三名   |
| 2021年（第16屆） | Stormzender       | 12   | 6    | 1        | 5      | 31    | 第五名   |
| 2022年（第17屆） | Stormzender       | 12   | 6    | 1        | 4      | 37    | 第五名   |
法蘭·哈魯（Franz Heinel）
配音：置鮎龍太郎（日本）；孫中台（新世紀GPXサイバーフォーミュラ）、劉傑（新世紀GPXサイバーフォーミュラSAGA）（台灣）；黃健強（TV）→黎偉明（OVA 11、OVA ZERO）→郭志權（OVA SAGA後）（香港）
- 生日：1994年12月23日
- 國籍： 德国
- 所屬車隊：

（所屬不明） 2011
ZIP Racing 2012-2014
S.G.M 2015
Sturobrahms（Sturozech Project 2016-2019(監督兼賽車手)→ Stormzender 2020-2021(2022之後引退成為專職監督及設計師)）2016-2021
- 介紹：

總是駕駛自己親自設計的賽車參戰，因此被稱為「賽車場上的精密機器」。每次設計的賽車外觀都很特別，令人為之一亮。
『ZERO』後期開發出的高性能賽車Stil HG-165，並在『SAGA』與高迪安壓制賽車場所有對手，讓高迪安取得2019年（第十四屆）世界冠軍。
在賽車場上與高迪安實力相當，兩人是勁敵兼歡喜冤家的關係。
- 歷年成績：

| 賽季             | 車隊              | 出賽 | 完賽 | 分站冠軍 | 頒獎台 | 積分 | 年度排名 |
| ---------------- | ----------------- | ---- | ---- | -------- | ------ | ---- | -------- |
| 2011年（第6屆）  |                   |      |      |          |        |      |          |
| 2012年（第7屆）  | ZIP Racing        |      |      |          |        |      | 第六名   |
| 2013年（第8屆）  | ZIP Racing        |      |      |          |        |      | 第九名   |
| 2014年（第9屆）  | ZIP Racing        |      |      |          |        |      | 第三名   |
| 2015年（第10屆） | S.G.M             | 10   | 7    | 1        | 2      | 24   | 第五名   |
| 2016年（第11屆） | Sturozech Project | 1    | 1    | 0        | 0      | 2    | 無[9]    |
| 2017年（第12屆） | Sturozech Project | 12   | 10   | 1        | 5      | 38   | 第四名   |
| 2018年（第13屆） | Sturozech Project | 12   | 9    | 1        | 5      | 39   | 第三名   |
| 2019年（第14屆） | Sturozech Project | 12   | 10   | 0        | 1      | 16   | 第八名   |
| 2020年（第15屆） | Stormzender       | 12   | 11   | 0        | 2      | 24   | 第六名   |
| 2021年（第16屆） | Stormzender       | 12   | 11   | 0        | 2      | 24   | 第六名   |
安歷·佳圖（Henri Claytor）
配音：結城比呂（日本）；王中璇（新世紀GPXサイバーフォーミュラZERO）、陶敏嫻（新世紀GPXサイバーフォーミュラSAGA）（台灣）；黃鳳英（香港）
- 生日：2003年6月6日
- 國籍： 法國
- 所屬車隊：

Theodolite T.T 2017
SUGO（SUGO Grand Prix 2018-2021→ SUGO GIO Grand Prix 2022）2018-2022
Missing Link 2023-
- 介紹：

從小時候就以高智能方程式界最年少冠軍作為目標，父親也這麼過度寄望著，不過由於風見比安里早一步成為最年少世界冠軍而被父親遺棄，從那之後就一直對風見懷恨在心。
經常表面上說風見好話，暗中傳播著風見的壞話，也擅長挑撥離間。表面上是個很坦率真誠的少年，但是內心卻很邪惡，是個極端兩面性的角色。
『ZERO』後期見識到風見高超的技巧並從風見身上體悟到「為了什麼而跑」，之後非常景仰風見。
不過這也造成了不喜歡任何接近風見的人，就算是明日香（香子）也一樣。時常與篠原惠爭吵著風見的事情，不過其實關係還不錯。
與里昂·安哈特常常吵架（類似法蘭和高迪安的關係），2023年起轉入Missing Link後吵得更兇。
喜好雕刻。
有因為滑雪意外骨折或是長麻疹等奇怪理由而無法出賽。
- 歷年成績：

| 賽季             | 車隊                | 出賽 | 完賽 | 分站冠軍 | 頒獎台 | 積分 | 年度排名 |
| ---------------- | ------------------- | ---- | ---- | -------- | ------ | ---- | -------- |
| 2017年（第12屆） | Theodolite T.T      | 12   | 9    | 0        | 0      | 3    | 第十名   |
| 2018年（第13屆） | SUGO Grand Prix     | 12   | 10   | 3        | 8      | 62   | 世界冠軍 |
| 2019年（第14屆） | SUGO Grand Prix     | 12   | 9    | 0        | 1      | 19   | 第七名   |
| 2020年（第15屆） | SUGO Grand Prix     | 12   | 11   | 0        | 1      | 22   | 第七名   |
| 2021年（第16屆） | SUGO Grand Prix     | 11   | 7    | 0        | 0      | 15   | 第七名   |
| 2022年（第17屆） | SUGO GIO Grand Prix | 12   | 8    | 0        | 1      | 20   | 第七名   |
安迪·布荷路（Edelhi Bootsvorz）
配音：龍田直樹（日本）；于正昇（新世紀GPXサイバーフォーミュラ）、孫中台（新世紀GPXサイバーフォーミュラZERO）、于正昌（新世紀GPXサイバーフォーミュラSAGA）（台灣）；李智良（OVA ZERO前）→黎偉明（OVA SAGA後）（香港）
- 生日：1993年8月8日
- 國籍： 俄羅斯
- 所屬車隊：

Missing Link 2015-2022
SUGO（SUGO GIO Grand Prix）2023-
- 介紹：

以前為Missing LinkF1的主力賽車手，與菅生修比賽誰當賽車手時，因為焦急欠缺冷靜發生車禍而左眼失明、左手截肢，之後史密夫為他做了高科技的義肢和義眼讓他能繼續賽車生涯。而艾迪利為了報恩而參加高智能方程式，幫助史密夫在賽車場上奪取阿斯拉的電腦系統。
在尼爾事件之後，安迪決定灌注全部心力在比賽上，可惜Missing Link的賽車研發技術較落後，難以與其他主流隊伍匹敵，但是安迪憑著自己的駕駛技術也經常獲得不錯的名次。
一開始登場時充滿著一種令人不好接近的感覺，不過在和史密夫斷絕關係後，就像賽車手上的老手般，是個和藹可親的大哥。
最早的義肢和義眼讓他的外表像半個機器人，但是在『SAGA』後使用了生化技術，外表變得幾乎與一般人沒有兩樣。
宣稱自己要在賽車場上跑到40歲為止。
在『SIN』的片尾即2023年（第十八屆）轉入SUGO GIO Grand Prix，有和克蕾雅兩人一起戴墨鏡與菅生修（舒密加）合照的畫面，他們自F1時期就是好友。
喝醉的時候會跳哥薩克舞。
養著一隻叫「約瑟芬」的貓。
- 歷年成績：

| 賽季             | 車隊         | 出賽 | 完賽 | 分站冠軍 | 頒獎台 | 積分 | 年度排名 |
| ---------------- | ------------ | ---- | ---- | -------- | ------ | ---- | -------- |
| 2015年（第10屆） | Missing Link | 9    | 7    | 0        | 2      | 15   | 第八名   |
| 2016年（第11屆） | Missing Link | 10   | 9    | 0        | 1      | 23   | 第六名   |
| 2017年（第12屆） | Missing Link | 12   | 11   | 1        | 4      | 40   | 第五名   |
| 2018年（第13屆） | Missing Link | 12   | 9    | 0        | 2      | 25   | 第七名   |
| 2019年（第14屆） | Missing Link | 12   | 10   | 0        | 1      | 21   | 第六名   |
| 2020年（第15屆） | Missing Link | 12   | 10   | 0        | 3      | 29   | 第五名   |
| 2021年（第16屆） | Missing Link | 12   | 10   | 0        | 5      | 34   | 第四名   |
| 2022年（第17屆） | Missing Link | 12   | 9    | 0        | 2      | 26   | 第六名   |

### 其他車手
彼得·羅比（Pitalia Lope）
聲優：西村知道
- 生日：1985年4月7日
- 國籍： 巴西
- 所屬車隊：

ZIP Racing 2008
Kohinoor Formula 2009-2011
A.G.S 2012-2015
之後擔任A.G.S監督
- 介紹：

曾獲得兩次冠軍的老手，被巴西人視為「國民英雄」。在巴西遇到當時落寞的日吉，並親自指導日吉重返高智能方程式界。
2015年（第十屆）中期以後由於賽車性能而被迫處於劣勢，但是即使到最後一站也毫不放棄的想獲得冠軍，可惜在與加賀的纏鬥中賽車失控退場，之後引退。
2016年（第十一屆）起成為A.G.S監督，並邀請日吉明加盟。
- 歷年成績：

| 賽季             | 車隊             | 出賽 | 完賽 | 分站冠軍 | 頒獎台 | 積分 | 年度排名 |
| ---------------- | ---------------- | ---- | ---- | -------- | ------ | ---- | -------- |
| 2008年（第3屆）  | ZIP Racing       |      |      |          |        |      | 第十一名 |
| 2009年（第4屆）  | Kohinoor Formula |      |      |          |        |      | 第四名   |
| 2010年（第5屆）  | Kohinoor Formula |      |      |          |        |      | 第二十名 |
| 2011年（第6屆）  | Kohinoor Formula |      |      |          |        |      |          |
| 2012年（第7屆）  | A.G.S            |      |      |          |        |      | 世界冠軍 |
| 2013年（第8屆）  | A.G.S            |      |      |          |        |      | 第三名   |
| 2014年（第9屆）  | A.G.S            |      |      |          |        |      | 世界冠軍 |
| 2015年（第10屆） | A.G.S            | 10   | 6    | 1        | 3      | 28   | 第四名   |
大友讓二（Johji Ohtomo）
配音：富田晃介（日本）；于正昇（新世紀GPXサイバーフォーミュラ）、官志宏（新世紀GPXサイバーフォーミュラ11）（台灣）；李智良→黎偉明（香港）
- 生日：1997年1月1日
- 國籍： 日本
- 所屬車隊：

Albatross DDT 2014-2015
- 介紹：

日本北海道出生，2014年因為差一名而沒有獲得超級執照，2015年在日本以第二名的成績，與新條、風見一起進入第十屆高智能方程式比賽。
在非制式跑道的駕駛技術很高超，有「賽車場上的野孩子」、「原野路線的鬼」的別名，不過對於如何運用賽車的電腦系統則很不擅長，甚至是完全依靠自己的感官與技術開車，因此成績並不亮眼。
在第九站德國高科技賽道與風見發生車禍後引退，之後回北海道工作或偶爾成為賽車播報員，2017年起轉戰越野車賽，皆獲得不錯的名次。
『11』時給予成績低迷而苦惱的風見鼓勵，『ZERO』之後的系列再也沒有登場過。
- 歷年成績：

| 賽季             | 車隊          | 出賽 | 完賽 | 分站冠軍 | 頒獎台 | 積分 | 年度排名             |
| ---------------- | ------------- | ---- | ---- | -------- | ------ | ---- | -------------------- |
| 2015年（第10屆） | Albatross DDT | 9    | 7    | 0        | 0      | 9    | 第九名（第九站退出） |
日吉明（Akira Hiyoshi）
聲優：島田敏（日本）、郭志權（香港）
- 生日：1997年8月21日
- 國籍： 日本
- 所屬車隊：

SUGO（SUGO ASURADA）2014
Kohinoor Formula 2015
A.G.S 2016-2019
Kohinoor Formula 2020-
- 介紹：

原本是SUGO預定的雷神駕駛員，不過在風見不知情的情況下被雷神登記為唯一賽車手而離開車隊，遠渡巴西後被羅比發掘而再度回到賽車場，從2015年（第十屆）第三戰巴西盃開始參賽。
2016年（第十一屆）起轉入A.G.S後，因賽車性能較差而一直沒有亮眼的表現。
由於成績一直不理想而被解雇，2020年（第十五屆）起又回到Kohinoor Formula。
- 歷年成績：

| 賽季             | 車隊             | 出賽 | 完賽 | 分站冠軍 | 頒獎台 | 積分 | 年度排名             |
| ---------------- | ---------------- | ---- | ---- | -------- | ------ | ---- | -------------------- |
| 2015年（第10屆） | Kohinoor Formula | 8    | 5    | 0        | 1      | 6    | 第十名（第三站參賽） |
| 2016年（第11屆） | A.G.S            | 10   | 9    | 0        | 0      | 13   | 第七名               |
| 2017年（第12屆） | A.G.S            | 12   | 11   | 0        | 2      | 20   | 第七名               |
| 2018年（第13屆） | A.G.S            | 12   | 8    | 0        | 0      | 11   | 第八名               |
| 2019年（第14屆） | A.G.S            |      |      |          |        |      |                      |
| 2020年（第15屆） | Kohinoor Formula |      |      |          |        |      |                      |
| 2021年（第16屆） | Kohinoor Formula | 12   | 8    | 0        | 0      | 2    | 第十名               |
| 2022年（第17屆） | Kohinoor Formula | 12   |      | 0        | 0      | 3    | 第十名               |
菲爾·菲臘（Phill Fritz）
配音：私市淳（日本）；馮美麗（台灣）
- 生日：2001年2月14日
- 國籍： 美国
- 所屬車隊：

AOI（AOI ZIP Formula）2020
- 介紹：

2020年（第十五屆）由名雲從北美房車賽（NASCAR）帶來的新人，代替被開除的新條。
一開賽就驚人的連勝三場，而且是獨自領先在前頭的壓倒性勝利。
不過並不是依賴菲爾的實力，而是阿爾薩特（Al-Zard）的生化電腦強制控制菲爾，因菲爾並沒有相應的駕駛技術，他必須每場都服用「α神經藥劑」來抑制人類對超高速度的恐懼（不過藥效過後會有反彈效果，連30km/h也會害怕），菲爾純粹只是負責迎接方格旗、應付記者會的裝飾品。
菲爾會被名雲利用是因為在NASCAR長期成績低迷而決定乘坐阿爾薩特，不過之後被知道了這些內情的風見和今日子等人勸導，最後拒絕了阿爾薩特。
由於這個「阿爾薩特事件」的關係，AOI被處以2020年全站皆失格的處分，並且隔被罰禁賽一年。
菲爾之後引退回美國，作為加賀的好友與古尼住在一起，2022年（第十六屆）與古尼以修車員身分返回AOI。
『SAGA』時沉默寡言，在『SIN』的再登場後改變許多，為菲利駕馭同生化電腦的凰呀時提供建議。
- 歷年成績：

| 賽季             | 車隊            | 出賽 | 完賽 | 分站冠軍 | 頒獎台 | 積分 | 年度排名 |
| ---------------- | --------------- | ---- | ---- | -------- | ------ | ---- | -------- |
| 2020年（第15屆） | AOI ZIP Formula |      |      |          |        |      | 失去資格 |
里昂·安哈爾特（Leon Earnhardt）
聲優：神奈延年
- 生日：2001年5月18日
- 國籍： 西班牙
- 所屬車隊：

Missing Link 2020-
- 介紹：

從變成了一隊伍二賽車體制的2020年（第十五屆）大賽起，作為安迪的同隊車手首次登場。里昂以前是北美房車賽（NASCAR）的冠軍，但是進入高智能方程式界後，駕駛技術慘不忍睹，在這屆大賽的12場比賽中共退場10次，還經常連累其他選手。
奇特的是「零的領域」不一定能預測到里昂何時將失控，2020年（第十五屆）風見在彎道準備超越加賀時就曾被撞過。
只聽安迪的話，與安歷常常吵架。
和高迪安一樣喜歡身邊圍一大群女人。
在北美房車賽時期似乎就與弗利茲認識，因此對於菲爾的處女戰中一人獨自領先感到非常吃驚。
- 歷年成績：

| 賽季             | 車隊         | 出賽 | 完賽 | 分站冠軍 | 頒獎台 | 積分 | 年度排名 |
| ---------------- | ------------ | ---- | ---- | -------- | ------ | ---- | -------- |
| 2020年（第15屆） | Missing Link | 12   | 2    | 0        | 0      | 5    | 第九名   |
| 2021年（第16屆） | Missing Link | 12   | 6    | 0        | 0      | 9    | 第八名   |
| 2022年（第17屆） | Missing Link | 12   | 5    | 0        | 0      | 9    | 第八名   |
瑪莉婭·比杜·蕾莎（Marie Arbert Luisa）
聲優：勝生真沙子
- 生日：1997年8月11日
- 國籍： 瑞士
- 所屬車隊：

SebenargeRT 2016-2019
K·A·M Stampede 2020-2021
Sturobrahms（Stormzender）2022-
- 介紹：

2016年（第十一屆）大賽首次登場的女賽車手。曾經參加過許多不同類型的賽車競賽，以經歷過的類型數量而言，大概只有加賀能與其相比。
最初被認為是「退場的女王」（因為完賽率不高）等，不過後來幾屆比賽的完賽率提高非常多，她的活躍也被Stormzender注意到並邀請加入。
在故事中時常與好色的古德利安保持距離。
- 歷年成績：

| 賽季             | 車隊           | 出賽 | 完賽 | 分站冠軍 | 頒獎台 | 積分 | 年度排名 |
| ---------------- | -------------- | ---- | ---- | -------- | ------ | ---- | -------- |
| 2016年（第11屆） | SebenargeRT    | 10   | 5    | 0        | 0      | 0    |          |
| 2017年（第12屆） | SebenargeRT    | 12   |      | 0        | 0      | 2    | 第十一名 |
| 2018年（第13屆） | SebenargeRT    | 12   | 7    | 0        | 0      | 2    | 第十名   |
| 2019年（第14屆） | SebenargeRT    | 12   |      | 0        | 0      | 1    | 第九名   |
| 2020年（第15屆） | K·A·M Stampede | 12   |      | 0        | 0      | 4    | 第十名   |
| 2021年（第16屆） | K·A·M Stampede | 12   | 8    | 0        | 0      | 7    | 第九名   |
| 2022年（第17屆） | Stormzender    | 12   | 9    | 0        | 0      | 7    | 第九名   |
司馬誠一郎（Seiichirō Shiba）
聲優：石田彰
- 生日：
- 國籍： 日本
- 所屬車隊：

SUGO（SUGO Winners）2020特別賽
AOI（AOI ZIP Formula）2023-
- 介紹：

看到風見駕駛超級雷神時，景仰風見，便希望成為像風見一樣的賽車手
2020年時為SUGO的試車手，並在同年駕駛「復仇女神」（AKF-0/1B Nemesis） 參加特別賽，最後獲得冠軍。
2023年（第十八屆）起加入AOI ZIP Formula參加高智能方程式。
雪菈·蓋勒格（Sera Gallagher）
聲優：菊池志穂
- 生日：
- 國籍：
- 所屬車隊：

Union Savior 2023-
- 介紹：

2023年（第十八屆）起加入Union Savior參加高智能方程式，成為接替新條的新賽車手。
雖然是女生，但個性強勢，即使是車隊老闆的蘭度也不怕（直接把蘭度的茶搶來喝），相反，兰度非常怕她。
與蕾莎在賽車場的女性對決成為焦點。
三神刀真
聲優：野島健兒
- 生日：
- 國籍： 日本
- 所屬車隊：

Phoenix Japan Racing 2024-
- 介紹：

PS2遊戲《新世紀GPXサイバーフォーミュラ Road To The INFINITY 3》中首次登場角色。
2024年（第十九屆）起參加高智能方程式。
神奈玲
聲優：沢城みゆき
- 生日：
- 國籍： 日本
- 所屬車隊：

Phoenix Japan Racing 2024-
- 介紹：

PS2遊戲《新世紀GPXサイバーフォーミュラ Road To The INFINITY 3》中首次登場的女角色。
2024年（第十九屆）起參加高智能方程式。
安德列·迪比亞諾（Andrea Dibiano）
聲優：檜山修之
- 生日：
- 國籍： 義大利
- 所屬車隊：

Team CF Ground 2024-
- 介紹：

PS2遊戲《新世紀GPXサイバーフォーミュラ Road To The INFINITY 3》中首次登場角色。
2024年（第十九屆）起參加高智能方程式。
馬克·費爾南德斯（Mark Fernandez）
聲優：森久保祥太郎
- 生日：
- 國籍： 美国
- 所屬車隊：

Team CF Ground 2024-
- 介紹：

PS2遊戲《新世紀GPXサイバーフォーミュラ Road To The INFINITY 3》中首次登場角色。
2024年（第十九屆）起參加高智能方程式。
結城麗奈（Rena Yuuki）
- 聲優：川澄綾子
- 生日：
- 國籍： 日本
- 所屬車隊：

SUGO  （SUGO Winners）2020特別賽
SUGO (SUGO GIO Grand Prix)2023年- (遊戲設定)
PS2遊戲《新世紀GPXサイバーフォーミュラ Road To The INFINITY》中首次登場角色。之後2-3都有登場
- 介紹：

於2020年特別賽中擔任司馬誠一郎的領航員，2024年正式投入高智能方程式車賽
駕駛的車輛為雷神AKF-0/G -復仇女神（AKF-0/G Nemesis）2023年因她加入SUGO車隊，雷神AKF-0/G -復仇女神（AKF-0/G Nemesis）改變為微薰紫白底色
PS2遊戲《新世紀GPXサイバーフォーミュラ Road To The INFINITY 2》駕駛賽車變更為雷神AKF-0/G II -復仇女神和一代同樣配色
和雪菈、蕾莎女性對決將是焦點
雖然駕駛的賽車比風見的稍微遜色，不過有著和安迪一樣的開車技術

### 其他
菅生明日香/管生香子（港譯）（Asuka Sugō）
配音：三石琴乃（日本）；許淑嬪、陶敏嫻（ova）（台灣）；鄭麗麗、劉惠雲（代配）（香港）
- 生日：1999年3月14日
- 國籍： 日本
- 所屬車隊：SUGO（SUGO ASURADA、SUGO Winners、SUGO Grand Prix、SUGO GIO Grand Prix）2015-
- 介紹：

本作女主角。
菅生幸二郎的女兒和菅生修的妹妹。在車隊上擔任代理老闆的職位，同時也是菅生隊的賽車女郎。風見隼人的青梅竹馬，比隼人大兩歲，總是給隼人許多精神上的支持。
『TV』後期喜歡上風見，對於賽車手之間的對決與堅持感到不諒解。
『ZERO』時，因為擔心隼人再次捲進車禍，因此希望隼人離開高智能方程式界。隼人也因不忍心所以答應了，並且與明日香（香子）訂婚。對於隼人沒多久即重返車場十分不諒解，但最後還是支持隼人的決定。之後前往美國哥倫比亞大學讀書，目標是成為醫生，幫助可能遇到車禍受傷的賽車手們。
養了一隻名叫波比的五歲母狗。
在『SIN』的最後和風見隼人結婚。
城之內美琪/城內美琪（港譯）（Miki Jounouchi）
配音：安達忍（日本）；蔣篤慧、陶敏嫻（ova）（台灣）；梁少霞、曾佩儀（代配）（香港）
- 生日：1998年11月5日
- 國籍： 日本
- 所屬車隊：SUGO（SUGO ASURADA、SUGO Winners）2015-2018

AOI（AOI Formula）2019
Union Savior 2020-2022
AOI（AOI ZIP Formula）2023-
- 介紹：

SUGO的維修技師長，擁有一流的維修技術。當克蕾雅剛到車隊時對克蕾雅相當不服氣，甚至一度離隊，但後來還是歸隊與大家一同作戰。
擁有非常強的責任感，目標是透過阿斯拉與風見隼人的勝利成為世界頂尖的技師。
在2015年的第七戰時，給予了因為失寵而把氣出在維修人員的新條一記當頭棒喝，之後與新條直輝培養出朋友以上戀人未滿的微妙感情，兩人總是互相鼓勵，逐漸發展了穩固的戀情。兩人有著戀愛關係的同時也是有著共同信念的夥伴。
『ZERO』片尾為了新條加入AOI車隊，在新條被解雇之後跟著前往北美房車賽。兩人在美國關係又更加親密，互相直呼其名。之後又和新條一起回到AOI車隊，擔任車隊總監。
車田鐵一郎（Tetsuichiro Kurumada）
配音：飯塚昭三（日本）；沈光平（台灣）；梁耀昌（香港）
- 生日：1968年11月1日
- 國籍： 日本
- 所屬車隊：

SUGO（SUGO ASURADA、SUGO Winners）2015-2018
之後退休
- 介紹：

SUGO的眾人稱他為鐵教頭（中文版）。
與風見廣之及菅生幸二郎是至交，管理隊上大大小小許多事，也教導眾人許多功課。
『ZERO』時因為要擔起隼人出車禍的責任自動請辭離開車隊，最後在風見回歸賽場時，擔任勝利車隊總監。
菅生幸二郎/管生幸二郎（港譯）（Koujiro Sugō）
配音：岸野一彥（日本）；林國雄（香港）
- 生日：1968年5月5日
- 國籍： 日本
- 所屬車隊：

SUGO（SUGO ASURADA）2015-2017
之後將SUGO社長位置交給菅生修
- 介紹：

SUGO管生集團的老闆，與車田鐵一郎及風見廣之是至交，明日香（香子）和修的父親。
年輕時曾是賽車手。
角良平
配音：松田辰也(ZERO前)、龍田直樹(SAGA後)（日本）；許淑嬪（台灣）；袁淑珍→沈小蘭（香港）
- 生日：2000年5月17日
- 國籍： 日本
- 所屬車隊：

SUGO（SUGO ASURADA、SUGO Winners、SUGO Grand Prix、SUGO GIO Grand Prix）2015-
- 介紹：SUGO的維修技師，城之內美琪的徒弟。在城之內離開管生車隊時，擔任菅生車隊技師長。

牧伸介（Shinsuke Maki）
配音：竹村拓（日本）；孫中台（台灣）；魏惠文（TV）→陳永信（OVA）（香港）
- 生日：1996年7月12日
- 國籍： 日本
- 所屬車隊：

SUGO（SUGO ASURADA、SUGO Winners、SUGO Grand Prix、SUGO GIO Grand Prix）2015-
- 介紹：SUGO的維修技師，主要負責電腦方面。對城之內也有著好感

克蕾亞·福特蘭（Clair Fortran）
配音：冬馬由美（日本）；李秀儀（OVA ZERO前）→曾秀清（OVA SAGA後）（香港）；馮美麗（台灣）
- 生日：1993年3月2日
- 國籍： 英国
- 所屬車隊：

SUGO（SUGO ASURADA、SUGO Winners、SUGO Grand Prix、SUGO GIO Grand Prix）2016-
- 介紹：曾與風見廣之一起製作出超級阿斯拉01設計師，在『11』時出現在SUGO車隊協助風見做出最佳調整。後擔當SUGO賽車的首席設計師製作出超級阿斯拉AKF-11。

在隼人因傷退賽後設計出花環SF-01，花環優異的性能讓安里·克雷多在2018年獲得總冠軍。
2020年後半為了對抗AOI的阿爾札特NP-1而研發出新阿斯拉AKF-0 再連續兩年拿下總冠軍。後續與GIO集團合作，一同進行新阿斯拉AKF-0/G的車體設計。
和菅生修是情侶關係。
篠原惠（聲優：柊美冬）
- 生日：
- 國籍： 日本
- 所屬車隊：

SUGO（SUGO Grand Prix、SUGO GIO Grand Prix）2020-
- 介紹：SUGO的賽車女郎，非常崇拜風見，經常與安里為了風見的事情爭吵。

七瀨五月（聲優：天野由梨）
- 生日：
- 國籍： 日本
- 所屬車隊：

SUGO（SUGO Grand Prix、SUGO GIO Grand Prix）2020-
- 介紹：SUGO車隊的賽車女郎，平常戴著眼鏡，工作時會改戴隱形眼鏡。

天城大介（聲優：一條和矢）
- 生日：
- 國籍： 日本
- 所屬車隊：

SUGO（SUGO GIO Grand Prix）2022-
- 介紹：GIO派駐在SUGO車隊的工程師，協助克蕾雅開發整合車體與引擎。在克蕾雅因為新阿斯拉AKF-0/G在賽場上出現問題後，利用電腦遠端連線改寫命令程式，而對克蕾雅一見傾心。

葵今日子（Kyōko Aoi）
配音：天野由梨（日本）；馮美麗、蔣篤慧（台灣）；蔡惠萍、黃麗芳（TV31-37代配）（香港）
- 生日：1995年9月30日
- 國籍： 日本
- 所屬車隊：

AOI（AOI Formula、AOI ZIP Formula）2015-
- 介紹：AOI車隊的老闆，是個只注重結果的人，在『II』的時候因為新條反抗她而要求布里德壓制新條，之後漸漸有所改變，懂得為車手著想，在經過名雲禁賽事件後，也為了能讓布里德重返賽車場而極力向公司爭取。不懂布里德為了與風見決勝負而拚命的決心。在SIN最後傾心於加賀，並在加賀奪冠後退出車壇之際一同辭去車隊總監的工作。

片桐誠（Makoto Katagiri，聲優：鄧榮銾（HK）、林延年）
- 生日：
- 國籍： 日本
- 所屬車隊：

AOI（AOI Formula、AOI ZIP Formula）2015-
- 介紹：AOI車隊的維修技師長，在原本的團隊調去支援加賀之際被招募進AOI車隊，一開始新條對由片桐帶領的新團隊表現滿是嫌棄，但在經歷過世界盃第七戰的磨合，以及城之內美琪對新條的訓斥後，亦逐漸步上軌道。

名雲京志郎（Kyoshiro Nagumo）
配音：池田秀一（日本）；陳幼文（台灣）
- 生日：1994年11月8日
- 國籍： 日本
- 所屬車隊：

AOI（AOI ZIP Formula）2020
- 介紹：『SAGA』被AOI董事選為車隊的老闆。名雲的哥哥和風見廣之曾一起研發阿斯拉，但後來因理念不同而形成分歧。為了證明哥哥製作的機器比風見廣之的阿斯拉優秀，利用菲爾·菲臘渴求勝利的心，使用生化電腦及禁藥操控他駕駛阿爾薩特，甚至一度綁架風見，之後更是將哥哥的設計理念實現做出的賽車凰呀提供給布里德讓他和風見較量。

古尼·史坦貝克（Gray Steinbeck，聲優：渡部猛）
- 生日：
- 國籍： 美国
- 所屬車隊：

AOI（AOI ZIP Formula）2022
- 介紹：菲利在美國的好友兼維修技師，『TV』常常幫菲利籌備非公認車賽的維修人員與材料。

『SAGA』擔任新條在美國北美房車賽（NASCAR）的維修師，『SIN』被邀請至AOI擔任布里德的維修師。
喬治·古遜（George Grayson，聲優：清川元夢、香港：周鸞（TV）、陳曙光（OVA））
- 生日：
- 國籍： 奥地利
- 所屬車隊：

Union Savior 2015-
- 介紹：蘭度的管家，在『11』蘭度被舒密加壓制時曾打他一巴掌激勵他。

莉莎·哈魯（Lisa Heinel，聲優：岡村明美）
- 生日：2002年
- 國籍： 德国
- 所屬車隊：

Sturobrahms（Sturozech Project、Stormzender）2020-
- 介紹：法蘭·哈魯的妹妹

史密夫（Smith）
配音：平野正人（日本）；孫中台（台灣）；馮永和（香港）
- 生日：
- 國籍：
- 所屬車隊：

Missing Link 2015
- 介紹：在『TV』版中為了奪取阿斯拉用在軍事用途而殺死風見廣之並不斷攻擊SOGO車隊的相關人員。

被菅生修發現要奪取阿斯拉而計畫將菅生修與不願再幫史密夫做壞事的安迪·布荷路一起殺害，遭受安迪·布荷路反擊身亡。
彩·史丹福（Aya Stanford）
配音：久川綾（日本）；馮美麗（台灣）
- 生日：不明
- 國籍：不明
- 介紹：赛车记者，在很久之前就认识加贺并对他有好感，被问到与加贺有关的问题时就会脸红。

風見純子（Junko Kazami）
配音：さとうあい（日本）；區瑞華（香港）
- 生日：1971年10月4日
- 國籍： 日本
- 介紹：風見隼人的母親，將風見父親已經過世的消息告訴了風見。

風見廣之/風見耕一（香港）（Hiroyuki Kazami，聲優：仁內建之（日本）；馮錦堂、林國雄（代配）（香港））
- 生日：1968年8月28日
- 國籍： 日本
- 介紹：風見隼人的父親，在Missing Link賽車開發團隊內開發出阿斯拉，因不想被史密夫用作軍事用途而被殺害。和菅生幸二郎及車田鐵一郎是好朋友，曾一同組隊參加車賽。

舞原美緒
- 生日：
- 國籍： 日本
- 所屬車隊：

Phoenix Japan Racing 2024-
- 介紹：

中澤純（聲優：清川元夢）
- 生日：
- 國籍： 日本
- 介紹：

（聲優：鹽屋浩三）
- 生日：
- 國籍： 日本
- 介紹：

（聲優：水內清光）
- 生日：
- 國籍：
- 介紹：

## 系列作品

### TV系列
- 《新世紀GPXサイバーフォーミュラ》（TV，全37集，1991/03～1991/12）

第10屆大賽（2015年）

### OVA系列
- 《新世紀GPXサイバーフォーミュラ グラフィティ》（OVA，全1集，1992/08）

第10屆大賽（2015年）總集篇
- 《新世紀GPXサイバーフォーミュラ11》（OVA，全6集，1992/11～1993/06）

第11屆大賽（2016年）
※11唸作“Double One”
- 《新世紀GPXサイバーフォーミュラZERO》[14]（OVA，全8集，1994/04～1995/02）

第12、13屆大賽（2017-2018年）
- 《新世紀GPXサイバーフォーミュラ Earlydays Renewal》（OVA，全2集，1996/04～1996/06）

第10屆大賽（2015年）總集篇
- 《新世紀GPXサイバーフォーミュラSAGA》[15]（OVA，全8集，1996/08～1997/07）

第14、15屆大賽（2019-2020年）
- 《新世紀GPXサイバーフォーミュラSIN》[16]（OVA，全5集，1998/12～2000/03）

第16、17屆大賽（2021-2022年）
『SIN』在DVD版最後有追加幾幕2023年第18屆大賽的情景

### 後續
- SFC遊戲《新世紀GPXサイバーフォーミュラ》內容為2015年的第10屆大賽
- PS2遊戲《新世紀GPXサイバーフォーミュラ Road to the Infinity 2》增加2023年的第18屆大賽
- PS2遊戲《新世紀GPXサイバーフォーミュラ Road to the Infinity 3》增加2024年的第19屆大賽

## 主題曲

### TV系列
片頭曲
- 「I'll Come」

作詞：麻生圭子
作曲：中崎英也
編曲：矢代恒彥、G-GRIP
歌：G-GRIP
片尾曲
- 「Winners」

作詞：麻生圭子
作曲：中崎英也
編曲：矢代恒彥、G-GRIP
歌：G-GRIP
插入曲
- 「あたりまえの奇跡」（第17話）

作詞：麻生圭子
作曲：川野美紀
歌：G-GRIP
- 「WAIT FOR YOUR LOVE」

作詞：川野美紀
作曲：川野美紀
歌：G-GRIP
- 「I've Got To Ride」

作詞：GEORGE BALF
作曲：大谷幸
歌：茂村泰彥
第一碟
- 「DANGER ZONE」
- 「HAYATO」
- 「ASUKA」
- 「TEAM SUGO ASRADA 2」
- 「CYBER FORMULA」
- 「CIRCUIT」
- 「SPLENDOR」
- 「PIT WALK」
- 「MOON DRIVING」
- 「DETERMINATION」
- 「BURN UP」
- 「PEACEFUL DREAM」

第二碟
- 「BATTLE RUN」
- 「HIGH-TENSION」
- 「TONGUE TWISTER」
- 「INNOCENT GIRL」
- 「VIOLENT WIND」（第33、34、37話）
- 「SUSPICION」
- 「RANDLE」
- 「SAFARI」
- 「THE FEAR OF DANGER」
- 「EYECATCH(A-TYPE/B-TYPE)」
- 「FULL OF CONFIDENCE」
- 「MY HONOR」
- 「RUN TOGETHER」
- 「GIRL'S FEELINGS」
- 「STRUGGLE」
- 「ISSUXARK」
- 「HEART ACHE」
- 「MELANCHOLY」
- 「SUPER ASRADA」
- 「LUNA」

### OVA系列

#### 『11』
片頭曲
- 「DREAMER ON THE ROAD」
  - 作詞：安藤芳彥
  - 作曲：真崎修（日语：真崎修）
  - 編曲：山口英字
  - 主唱：茂村泰彥

片尾曲
- 「Winners」（英文版）
  - 作詞：麻生圭子
  - 作曲：中崎英也
  - 編曲：矢代恒彦
  - 主唱：茂村泰彥
- 「BORN TO BE CHAMP」（第6話）
  - 作詞：坂田和子
  - 作曲：茂村泰彥（日语：茂村泰彦）
  - 編曲：山口英字
  - 主唱：茂村泰彥

插曲
- 「FLAME!」（第3話）
  - 作詞：茂村泰彥
  - 作曲：原真弓
  - 主唱：茂村泰彥
- 「バラードのように…」
  - 作詞：坂田和子
  - 作曲：瀨井廣名
  - 主唱：茂村泰彥
- 「BEGINNING OF THE RACE」
- 「FIGHTING MACHINE」
- 「AKF-11」
- 「THE KNIGHT」
- 「THE RIVAL」
- 「LADY CREA」
- 「DISAPPOINTMENT」
- 「IN THE TWILIGHT」

#### 『ZERO』零的領域
片頭曲
- 「WIND IS HIGH」
  - 作詞：里及塚玲央（日语：里乃塚玲央）
  - 作曲：石川洋
  - 編曲：茂村泰彥
  - 主唱：木下ゆみ

片尾曲
- 「Get Up!」
  - 作詞：原真弓
  - 作曲：拓殖由秀
  - 編曲：茂村泰彥
  - 主唱：木下ゆみ
- 「BRAND NEW DREAM」（第8話）
  - 作詞：坂田和子
  - 作曲：中崎英也
  - 編曲：作山功二
  - 主唱：木下ゆみ

插曲
- 「見えない明日を搜して」
  - 主唱：茂村泰彥
- 「BE TOUGH」（第7話）
  - 作詞：里乃塚玲央
  - 作曲：茂村泰彥
  - 編曲：茂村泰彥
  - 主唱：茂村泰彥
- 「風の贈り物」
  - 作詞：坂田和子
  - 作曲：拓植由秀
  - 編曲：茂村泰彥
  - 主唱：大木理紗

第一碟
- 「ウィンド・イズ・ハイ(唄:木下ゆみ)」
- 「タイム・アタック」
- 「ゼロ」
- 「ナイス・フレンド」
- 「デヴィルズ・ヘヴン(インストゥルメンタル)」
- 「サッド・ハプニングス」
- 「トゥルー・ラヴ」
- 「ザ・パーティ」
- 「エンゲージ・リング」
- 「コンパニオン・シップ」
- 「マイ・フェヴァリット・タイム」
- 「ランドール(ニュー・ヴァージョン)」
- 「サーキット・アローン」
- 「チーム・メイト」
- 「ハートブレイク」
- 「ザ・ワールド・カップ」
- 「ラッシュ・イン」
- 「ゲット・アップ!(唄:木下ゆみ)」

第二碟
- 「ウィンド・イズ・ハイ(歌:木下ゆみ)」
- 「ZEROの領域」
- 「優しさに包まれて」
- 「レザレクション」
- 「テラー・オブ・ゼロ」
- 「ビー・タフ(歌:ダイナマイト・シゲ)」
- 「ペイン・オブ・ザ・パスト」
- 「アフリケーション・アンド・ディシジョン」
- 「ビー・オン・ファイア」
- 「デンジャラス・イントリーグ」
- 「ゲット・アップ!(歌:木下ゆみ)」
- 「シャープ・センセーション」
- 「ウィンド・イズ・ハイ(インストゥルメンタル・ヴァージョン)」
- 「テネシャス・ランニング」
- 「ランドール2」
- 「サイキック・エナジー」
- 「デヴィルズ・ヘヴン(ニュー・ヴァージョン)」
- 「ザ・タイム・オブ・コンピレーション」
- 「ブラン・ニュー・ドリーム(歌:木下ゆみ)」

#### 『SAGA』極速傳說
片頭曲
- 「Identity Crisis」
  - 作詞：松本花奈
  - 作曲：大門一也（日语：大門一也）
  - 編曲：大門一也
  - 主唱：CaYOCO

片尾曲
- 「WILD at HEART」
  - 作詞：松本花奈
  - 作曲：松原みき
  - 編曲：添田啓二
  - 主唱：CaYOCO
- 「Believe」（第4話）
  - 作詞：松本花奈
  - 作曲：添田啟二
  - 編曲：添田啟二
  - 主唱：CaYOCO
- 「Adagio」（第8話）
  - 作詞：松本花奈
  - 作曲：佐橋俊彥
  - 編曲：佐橋俊彦
  - 主唱：CaYOCO

插曲
- 「RHYTHM RED」（第6話）
  - 作詞：中村美智子
  - 作曲：大門一也
  - 編曲：大門一也
  - 主唱：大門一也

第一碟
- 「GPX」
- 「KNIFE EDGE BATTLE」
- 「GIRL」
- 「PARTY」
- 「PRIVATE WORD」
- 「ALZARD」
- 「FIRST TOUCH」
- 「Identity Crisis(INSTRUMENTAL)」
- 「未来への記憶(INSTRUMENTAL VERSION)」
- 「NAGUMO」
- 「FILL」
- 「DARK WALK」
- 「SIGH」
- 「PARTING FUGA」
- 「GUYS」
- 「PARADE FLAG」
- 「DECIDE」
- 「PRACTICE BATTLE」
- 「CHALLENGER」
- 「APOLOGY」

第二碟
- 「GOOD LUCK (RADIO DORAMA THEMA SONG)」
- 「RUN OF KNIGHT」
- 「TAIL TO NOSE」
- 「TWINE ROUND I」
- 「RETIRE」
- 「DARK CLOUDS」
- 「IN A FRET」
- 「SNEAKER」
- 「PUMPS」
- 「BARE FEET」
- 「CHAT」
- 「CHIT-CHAT」
- 「PROLOG OF SAGA」
- 「RELAX NIGHT」
- 「MORNING CUP」
- 「WHAT'S HAPPEN?」
- 「G. H. BLUES」
- 「GOOPSLAND JAZZ I」
- 「SUSPENSE」
- 「GRAY」
- 「ANREST」
- 「GUYS II」
- 「GUYS III」
- 「GOOPSLAND JAZZ II」
- 「WILD AT HEART (VIDEO VERSION)」
- 「TWINE ROUND II」
- 「DOUBT」
- 「UNBALANCE」
- 「GET LOST」
- 「OUT OF REACH」
- 「TEAR'S NAME」
- 「DE JA VU」
- 「IDENTITY CRISIS (VIDEO VERSION)」

第三碟
- 「RHYTHM RED(VIDEO INSERT VERSION)」
- 「TOMORROW」
- 「ENDRESS FIELD」
- 「QUIET LIFE」
- 「ELEGANT LIFE」
- 「RANDOLL'S…」
- 「PRANK」
- 「PHYSICAL」
- 「FEEL OF SCAT」
- 「THAT’S LIFE」
- 「SAME FEELING」
- 「IMAGINE LOVE」
- 「MEET AGAIN」
- 「A BIGINNING」
- 「SUSPECT」
- 「DESPAIR」
- 「DARK MAZE」
- 「DARK MAZE 2」
- 「FACT」
- 「RISING SUN」
- 「ABOVE THE HORIZON」
- 「SAME FEELING 2」
- 「FUTURE GPX」
- 「DESTINY」
- 「ASSAULT」
- 「Glorious(VIDEO INSERT VERSION)」

第四碟
- 「未来への記憶(CaYOCO)」
- 「NIGHT DEW」
- 「DISTINY FINAL」
- 「PLAY ONE’S CARD」
- 「CHIPS ARE DOWN」
- 「WITHOUT YOU」
- 「A WAY OF LIFE」
- 「WARMT」
- 「DETECT」
- 「MISSION IMPERATIVE」
- 「ATTACK」
- 「COLD SMILE」
- 「TUSK」
- 「CHOICE」
- 「WOUND」
- 「HEAT」
- 「LAST TRAP」
- 「PANDORA」
- 「COLLIDE」
- 「SAGA」

#### 『SIN』不敗神話
片頭曲
- 「Pray」
  - 作詞：牧穗エミ（日语：牧穂エミ）
  - 作曲：LAZY（影山浩宣）
  - 編曲：LAZY
  - 主唱：LAZY
- 「Soul of Rebirth」（第5話）
  - 作詞：根津洋子
  - 作曲：千澤仁
  - 編曲：須藤賢一（日语：須藤賢一）
  - 主唱：影山浩宣

片尾曲
- 「POWER of LOVE」
  - 作詞：椎名可憐
  - 作曲：M Rie
  - 編曲：須藤賢一
  - 主唱：影山浩宣

插曲
- 「MY REST POSE」（第1話）
  - 主唱：影山浩宣

第一碟「LOVE」
- 「やすらぎ」
- 「Pray」（第5話）
- 「風」
- 「思惑」
- 「冒険」
- 「哀歌~魂~」
- 「日常」
- 「不安」
- 「想い」
- 「Parade」
- 「心機」
- 「風~苦戦~」
- 「哀歌~悲痛~」
- 「My Rest Pose」
- 「闇~対峙~」
- 「闇~静寂~」
- 「闇~困惑~」
- 「激闘」
- 「哀歌~不和~」
- 「予感」
- 「風~GPX~」
- 「風~闘志~」
- 「POWER of LOVE」
- 「Pray(オーケストラ・ヴァージョン)」

第二碟「POWER」
- 「挑戦」
- 「凰呀」
- 「哀歌~衝撃~」
- 「レセプション」
- 「哀歌~対峙~」
- 「決意」
- 「錯綜」
- 「憂い」
- 「決意~意志~  」
- 「女心」
- 「不信」
- 「心情」
- 「静寂」
- 「哀歌~葛藤~」
- 「魂」
- 「決意~零の領域~」
- 「哀歌~運命~」
- 「静かな思い」
- 「Soul of Rebirth(影山ヒロノブ)」
- 「決意~限界~」
- 「凰呀~悲痛~」
- 「哀歌~悲哀~」
- 「決意~悲壮~」
- 「風~魂~」
- 「魂~凰呀~哀歌~決意~」
- 「哀歌~夢~」
- 「哀歌~再び~」
- 「Pray(LAZY)」

## 動畫主要製作人員
無特別標記則表示『TV』～『SIN』皆有。
- 企畫：SUNRISE
- 原作：矢立肇
- 故事原案：福田己津央
- 系列構成：星山博之（TV）
- 腳本：星山博之、島田滿、伊東恆久、福田己津央（TV～ZERO）、兩澤千晶（SAGA、SIN）
- 人物原案：いのまたむつみ
- 人物設定：吉松孝博（TV～ZERO）、久行宏和（SAGA、SIN）
- 機械設定：河森正治
- 作畫監督：重田智（SIN）
- 概念設計：中沢數宣（TV～ZERO）
- 設計協力：吉松孝博、中沢數宣（SAGA）
- 音樂：大谷幸（TV～ZERO）、小西真理（11與大谷幸共同）、佐橋俊彥（SAGA、SIN）
- 音響監督：糟谷基規
- 音響效果：蔭山満
- 錄音調整：西澤規夫
- 錄音助手：杣澤佳枝
- 錄音製作：佐藤陽子
- 製作人員：伊藤響、前田伸一郎（日テレ）、佐川祐子（ADK）、吉井孝幸、富田民幸（SUNRISE）
- 總監督：福田己津央
- 製作：日本電視台、ADK、SUNRISE、VAP

## 各集標題

### TV系列
| 話數 | 標題                          | 港譯               | 中譯                     | 劇本              | 作畫監督                   |
| ---- | ----------------------------- | ------------------ | ------------------------ | ----------------- | -------------------------- |
| 1    | 運命を決めた日                | 改變命運的日子     | 決定命運的日子           | 星山博之          | 吉松孝博                   |
| 2    | 最年少レーサー誕生            | 最年輕的車手       | 最年輕的賽車手誕生       | 星山博之          | 遠藤裕一                   |
| 3    | 燃えろ！ハヤト                | 燃起鬥志           | 燃燒吧！隼人             | 伊東恒久          | 山根理宏                   |
| 4    | 富士岡グランプリ決戦          | 富士岡格蘭披治決賽 | 富士岡錦標決賽           | 島田満            | 青野厚司                   |
| 5    | 目指せ！全日本グランプリ      | 勇擒綁匪           | 目標全日本錦標賽         | 大山歳郎          | 平井久司                   |
| 6    | 北海道の自然兒                | 克服駕駛弱點       | 北海道的自然兒           | 高橋義昌          | 吉松孝博                   |
| 7    | 世界へのライセンス            | 超級執照           | 朝向世界的執照           | 星山博之          | 遠藤裕一                   |
| 8    | 雨のニセコ決戦                | 雨中的戰           | 雨中的決戰               | 伊東恒久          | 山根理宏                   |
| 9    | 嵐の旅立ち                    | 暴風旅途           | 暴風雨的旅途             | 大山歳郎          | 青野厚司                   |
| 10   | ワールドグランプリ開催        | 世界錦標賽         | 世界錦標賽開幕           | 星山博之          | 山田きさらか               |
| 11   | アメリカ第1戦決勝             | 超音速騎士         | 美國第一戰決勝           | 高橋義昌          | 新保卓郎                   |
| 12   | 栄光のレーサー                | 榮耀的車手         | 光榮的賽車手             | 島田満            | 吉松孝博                   |
| 13   | サバイバルレース              | 瘋狂賽車           | 生存競賽                 | 大山歳郎          | 山根理宏                   |
| 14   | 青春スクラップ                | 誰人的錯           | 青春的碎片               | 伊東恒久          | 遠藤裕一                   |
| 15   | 少女との約束                  | 諾言               | 與少女的約定             | 大山歳郎          | 青野厚司                   |
| 16   | べルー第2戦決勝               | 永不言敗           | 秘魯第二戰決勝           | 島田満            | 佐久間信一 藁谷均          |
| 17   | 友情のコンサート              | 鼓舞               | 友情演唱會               | 星山博之          | 新保卓郎                   |
| 18   | 超高速の罠                    | 高速陷阱           | 超高速的陷阱             | 伊東恒久          | 吉松孝博                   |
| 19   | ブラジル第3戦決勝             | 突破               | 巴西第三戰決勝           | 高橋義昌          | 山根理宏                   |
| 20   | ペンダントの思い出            | 回憶               | 墜飾的回憶               | 高橋義昌          | 佐久間信一                 |
| 21   | シューマッハの正体            | 舒密加的身分       | 修馬赫的真實身份         | 伊東恒久          | 遠藤裕一                   |
| 22   | アスラーダの秘密              | 雷神的秘密         | 阿斯拉的秘密             | 星山博之          | 新保卓郎                   |
| 23   | カナダ第4戦決勝               | 第四站賽事         | 加拿大第四戰決勝         | 星山博之          | 高畑順三郎                 |
| 24   | 誕生！父の遺したニューマシン  | 新跑車的誕生       | 誕生！父親遺留下的新車   | 大山歳郎          | 吉松孝博                   |
| 25   | 激走！スーパーアスラーダ      | 超級雷神           | 激走！超級阿斯拉         | 高橋義昌          | 青野厚司                   |
| 26   | 27秒にかけろ！第5戦決勝       | 衝破極限           | 賭在27秒！第五戰決勝     | 伊東恒久          | 佐久間信一                 |
| 27   | 対決！14才の白い貴公子        | 天才橫溢的14歲少年 | 對決！14歲的白色貴公子   | 島田満            | 遠藤裕一                   |
| 28   | 氷上の死闘！第6戦決勝         | 冰上決戰           | 冰上的死鬥！第六戰決勝   | 大山歳郎          | 新保卓郎                   |
| 29   | 挑戦！ファイアーボール        | 挑戰亡命賽車       | 挑戰！火焰熱球           | 星山博之 吉田十徳 | 高畑順三郎                 |
| 30   | ファイアーボール危機一髮！    | 危機四伏           | 火焰熱球千鈞一髮！       | 星山博之 吉田十徳 | 吉松孝博                   |
| 31   | 第7戦ブリート加賀見参！       | 大顯身手           | 第七戰布里德加賀參賽！   | 高橋義昌          | 青野厚司                   |
| 32   | 第7戦執念のゴールイン         | 無比的鬥志         | 第七戰！執著到終點       | 大山歳郎          | 新保卓郎                   |
| 33   | 奇跡の第8戦！大波の死鬥       | 蘭度初嚐敗績       | 奇蹟的第八戰！大浪之死鬥 | 島田満            | 遠藤裕一                   |
| 34   | ハヤト対アスラーダ！第9戦決勝 | 車人與雷神之對抗   | 隼人對阿斯拉！第九戰決勝 | 大山歳郎          | 佐久間信一                 |
| 35   | 傷だらけのレーサー            | 傷痕累累的車手     | 傷痕累累的賽車手         | 伊東恒久          | 山田きさらか               |
| 36   | 三強激突！日本グランプリ      | 三雄決戰           | 三強爭霸！日本錦標賽     | 星山博之          | 吉松孝博                   |
| 37   | 栄光のウイナーズ              | 勝利的光榮         | 光榮的勝利者             | 星山博之          | 新保卓郎 中沢数宣 吉松孝博 |

### OVA系列

#### 『EARLYDAYS RENEWAL』
| 話數 | 標題       | 中譯 | 劇本       | 作畫監督 |
| ---- | ---------- | ---- | ---------- | -------- |
| 1    | Challenger | 挑戰 | 福田己津央 | 新保卓郎 |
| 2    | Winners    | 冠軍 | 福田己津央 | 新保卓郎 |

#### 『Double One (11)』
| 話數 | 標題                      | 中譯             | 劇本       | 作畫監督 |
| ---- | ------------------------- | ---------------- | ---------- | -------- |
| 1    | 栄光のカーナンバー        | 光榮的車號1號    | 星山博之   | 吉松孝博 |
| 2    | 復活!超音速の騎士         | 復活！超音速騎士 | 福田己津央 | 内田順久 |
| 3    | 新アスラーダ誕生          | 新阿斯拉的誕生   | 星山博之   | 吉松孝博 |
| 4    | 全開!イナーシャルドリフト | 全開！慣性滑行   | 星山博之   | 内田順久 |
| 5    | 決戦の朝                  | 決戰前的清晨     | 星山博之   | 内田順久 |
| 6    | この瞬間よ永遠に…         | 在那永遠的瞬間…  | 福田己津央 | 吉松孝博 |

#### 『ZERO』零的領域
| 話數 | 標題              | 中譯       | 劇本       | 作畫監督                |
| ---- | ----------------- | ---------- | ---------- | ----------------------- |
| 1    | 悪夢の限界領域    | 惡夢的極限 | 福田已津央 | 吉松孝博                |
| 2    | 陽だまりの中で…   | 暖陽之中   | 星山博之   | 高橋英樹                |
| 3    | 再びサーキットへ  | 重返賽車場 | 星山博之   | 内田順久                |
| 4    | 天馬の翔くとき    | 天馬展翼   | 芦沢剛史   | 吉松孝博                |
| 5    | 閉ざされた明日    | 封閉的明日 | 福田己津央 | 吉松孝博                |
| 6    | ただ勝利のために… | 只求勝利   | 芦沢剛史   | 内田順久                |
| 7    | 死闘への序曲      | 死鬥的序曲 | 芦沢剛史   | 山根宰                  |
| 8    | それぞれの未来へ  | 迎向未來   | 福田己津央 | 吉松孝博 いのまたむつみ |

#### 『SAGA』極速傳說
| 話數 | 標題          | 中譯       | 劇本     | 作畫監督            |
| ---- | ------------- | ---------- | -------- | ------------------- |
| 1    | No Title      | 沒有冠軍   | 両澤千晶 | 久行宏和 坂倉和弘   |
| 2    | Fired!        | 開除       | 両澤千晶 | 久行宏和            |
| 3    | Critical Days | 危險日子   | 両澤千晶 | 永田正美            |
| 4    | Evening Calm  | 平靜的傍晚 | 両澤千晶 | 久行宏和            |
| 5    | Burning!      | 燃燒       | 両澤千晶 | 永田正美            |
| 6    | Lifting Turn  | 空中過彎   | 両澤千晶 | 久行宏和            |
| 7    | Lose His Way  | 失去方向   | 両澤千晶 | 佐久間信一 久行宏和 |
| 8    | Never         | 永不放棄   | 両澤千晶 | 久行宏和            |

#### 『SIN』不敗神話
| 話數 | 標題            | 中譯              | 劇本     | 作畫監督 |
| ---- | --------------- | ----------------- | -------- | -------- |
| 1    | 不敗神話        | 不敗神話          | 両澤千晶 | 久行宏和 |
| 2    | 復活の刻        | 復活時刻          | 両澤千晶 | 久行宏和 |
| 3    | 凰呀の叫び      | 凰呀的鳴聲        | 両澤千晶 | 久行宏和 |
| 4    | 勝者の条件      | 勝利者的條件      | 両澤千晶 | 久行宏和 |
| 5    | 全ては時の中に… | 一切都在時間中... | 両澤千晶 | 久行宏和 |

### 遊戲
- GB：新世紀GPXサイバーフォーミュラ（1992/02/28）

——以CF人物及車賽作為藍本的棋子遊戲
- SFC：新世紀GPXサイバーフォーミュラ（1992/03/19）

——第一款閃電霹靂車的賽車遊戲
- PS：新世紀GPXサイバーフォーミュラ 新たなる挑戦者（1999/03/18）

——此非正式車賽，以司馬誠一郎為主角
- PC：Cyber Grandprix Championship β版（ver 0.24）（2001/08/10）

——第一代同人作品，PROJECT YNP開發，但未獲官方認可，因此出售一段時間後停售
- PS2：新世紀GPXサイバーフォーミュラ Road to the Infinity（2003/12/18）

——第一款登陸PS2的閃電霹靂車遊戲
- PC：新世紀GPXサイバーフォーミュラSIN CYBER GRANDPRIX（2003/12/30）

——第二代同人作品及資料片BoostPack，已獲官方認可
- GC：新世紀GPXサイバーフォーミュラ Road to the Evolution（2004/07/29）

——為PS2的《Road to the Infinity》之移植改良版
- PS2：新世紀GPXサイバーフォーミュラ Road to the Infinity 2（2005/08/04）

——增加2023年的第18屆大賽
- PS2：新世紀GPXサイバーフォーミュラ Road to the Infinity 3（2006/10/26）

——增加2024年的第19屆大賽
- PS2：新世紀GPXサイバーフォーミュラ Road to the Infinity 4（2007/10/04）

——增加2015年的許多車種、越野賽道、故事模式
- PSP：新世紀GPXサイバーフォーミュラ VS（2008/07/10）

——以TV系列為主軸的遊戲
- PC：新世紀GPXサイバーフォーミュラSIN DREI（2012/08/11）

——第三代同人作品
- PC：新世紀GPXサイバーフォーミュラSIN VIER（2018/08/11）

——第四代同人作品-支援VR

## 外部連結
- （日語）閃電霹靂車動畫 （页面存档备份，存于）
- （日語）SUNRISE （页面存档备份，存于）
- （日語）PROJECT YNP （页面存档备份，存于）

| 日本電視台 星期五17:00－17:30           | 日本電視台 星期五17:00－17:30               | 日本電視台 星期五17:00－17:30 |
| --------------------------------------- | ------------------------------------------- | ----------------------------- |
|                                         | 閃電霹靂車 （1991年3月15日—1991年12月20日） |                               |
| 魔神英雄傳ワタル2 （魔神英雄伝ワタル2） | （ママは小学4年生）                         |                               |

| 香港 翡翠台 星期一至五 16:55－17:25（《閃電傳真機》節目內）節目 | 香港 翡翠台 星期一至五 16:55－17:25（《閃電傳真機》節目內）節目            | 香港 翡翠台 星期一至五 16:55－17:25（《閃電傳真機》節目內）節目 |
| --------------------------------------------------------------- | -------------------------------------------------------------------------- | --------------------------------------------------------------- |
|                                                                 | （1993年6月8日－1993年7月28日）                                            |                                                                 |
| 機動戰士高達ZZ（1993年3月30日－1993年6月1日）                   | 莎莉變又變 （1993年8月17日－1993年9月3日）                                 |                                                                 |
| 香港 翡翠台 星期六 11:15－11:45 「超動感OVA特區」               |                                                                            |                                                                 |
| 超人怪獸大比拼OVA 重播 （1995年10月28日－1995年11月11日）       | 高智能方程式之超級雷神 （1995年11月25日－1995年12月30日） 【新增動畫時段】 | 羅德島戰記 （1996年1月7日－1996年3月30日）                      |
| 香港 翡翠台 星期六 11:15－11:45 「超動感OVA特區」               |                                                                            |                                                                 |
| 天地無用 重播 （1996年4月20日－1996年7月13日）                  | 高智能方程式之時空極限 （1996年7月27日－1996年9月21日）                                | 妖刀傳 （1996年10月9日－1996年11月30日）                        |
| 翡翠台 星期二 及 星期四 17:05－17:35                            |                                                                            |                                                                 |
| 福星大咀鳥 （2000年11月28日－2001年5月29日）                    | 高智能方程式之極速神話 （2001年5月31日－2001年7月12日）                                | 數碼暴龍02 （2001年7月17日－2002年1月8日）                      |